# Kamil Glik
Kamil Jacek Glikⓘ (ur. 3 lutego 1988 w Jastrzębiu-Zdroju) – polski piłkarz, występujący na pozycji obrońcy, od 2023 w polskim klubie Cracovia. W latach 2010–2022 reprezentant Polski.
Uczestnik Mistrzostw Europy 2016, 2020 oraz Mistrzostw Świata 2018 i 2022. Członek Klubu Wybitnego Reprezentanta. Jeden z sześciu polskich piłkarzy, obok Grzegorza Laty, Michała Żewłakowa, Roberta Lewandowskiego, Jakuba Błaszczykowskiego i Grzegorza Krychowiaka, który ma na koncie sto i więcej występów w reprezentacji.

## Kariera klubowa

### Początki
Pierwsze piłkarskie kroki stawiał w drużynie Miejskiego Ośrodka Sportu i Rekreacji Jastrzębie-Zdrój i Wodzisławskiej Szkole Piłkarskiej Wodzisław Śląski.
Po kilku latach spędzonych w WSP Wodzisław Śląski występował przez krótki okres na zasadzie wypożyczenia w lokalnej Silesii Lubomia. Następnie razem z innym zawodnikiem WSP, Kamilem Wilczkiem, występował w hiszpańskim klubie UD Horadada, skąd przeszedł do drużyny Realu Madryt C, w której grał w sezonie 2007/08.

### Piast Gliwice
Po powrocie z Hiszpanii, 6 sierpnia 2008 został zawodnikiem Piasta Gliwice. 30 sierpnia 2008, w meczu z Jagiellonią Białystok, debiutował w jego barwach w Ekstraklasie, zaś prawie rok później, 15 sierpnia 2009, w spotkaniu z Zagłębiem Lubin (4:1) zdobył swoją pierwszą ligową bramkę w barwach Piasta, z którym w sezonie 2009/2010 spadł z Ekstraklasy.

### US Palermo
7 lipca 2010 podpisał 5-letni kontrakt z włoskim klubem US Palermo. W nowym klubie zadebiutował 19 sierpnia 2010 w meczu IV rundy kwalifikacji do Ligi Europy przeciwko NK Maribor (3:0), i następnie zagrał jeszcze w 3 meczach fazy grupowej tych rozgrywek – przeciwko CSKA Moskwa (1:3) oraz Lausanne-Sport (1:0).

### FC Bari
1 stycznia 2011 został wypożyczony na pół roku do FC Bari 1908, w którego barwach 6 stycznia 2011, w meczu z US Lecce, zadebiutował w Serie A. W barwach Bari, rozegrał 16 ligowych meczów, lecz nie uchroniło to włoskiego klubu przed spadkiem do Serie B.

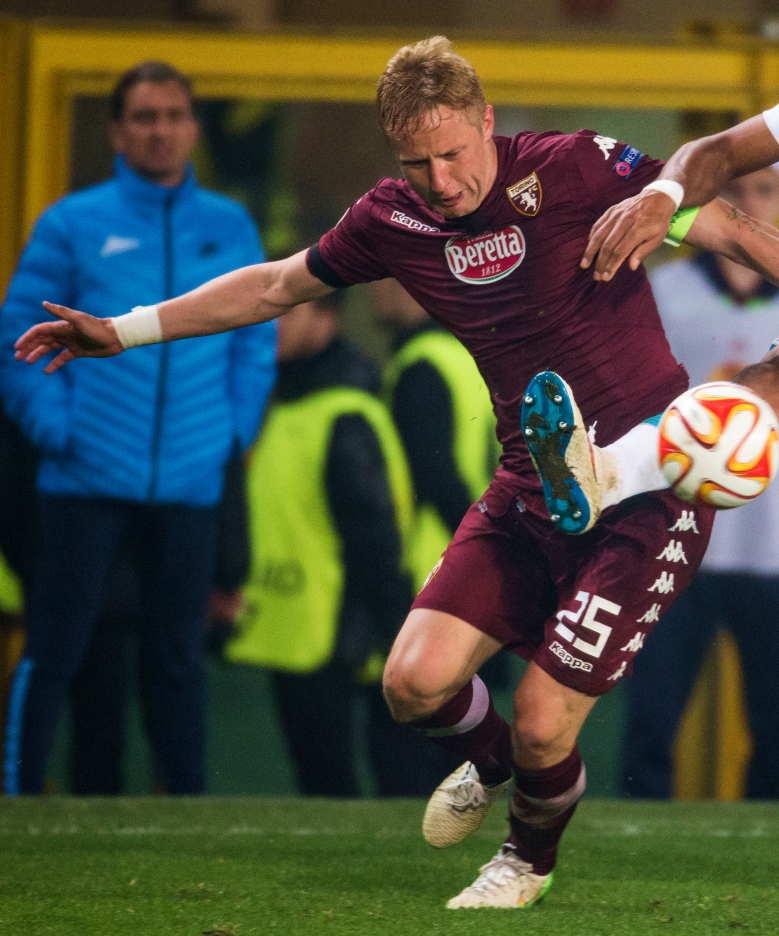
Kamil Glik jako kapitan Torino (2015)

### Torino FC
1 lipca 2011 za niespełna 2,5 mln euro został zawodnikiem drugoligowego wówczas Torino FC. W sezonie 2011/2012 wywalczył z klubem awans do Serie A. 31 października 2012 w meczu z S.S. Lazio, zdobył swoją pierwszą bramkę w Serie A. W drugiej połowie lipca 2013 jako pierwszy obcokrajowiec w historii został kapitanem tego klubu. Opaskę kapitańską założył po raz pierwszy 20 lipca w pierwszym przedsezonowym meczu Torino FC z US Bormiese Calcio (drużyna z miejscowości Bormio); zdobył jedną z dziesięciu bramek w tym spotkaniu (mecz zakończył się wygraną Torino 10:0).
W sezonie 2014/2015 zakwalifikował się z Torino FC do Ligi Europy i dotarł z klubem do 1/8 finału tych rozgrywek, gdzie Torino FC przegrało w dwumeczu 1:2 z Zenitem Petersburg. W rewanżowym spotkaniu z tym zespołem (1:0), zdobył swoją pierwszą bramkę w europejskich pucharach. W sezonie 2014/2015 został wybrany do jedenastki sezonu Serie A przez La Gazzetta dello Sport.
Łącznie w barwach Torino FC, rozegrał 171 meczów, w których strzelił 13 bramek i zanotował 6 asyst. Nieprzerwanie przez 3 sezony był także kapitanem turyńskiego klubu, zyskując szacunek kibiców i miano klubowej legendy.

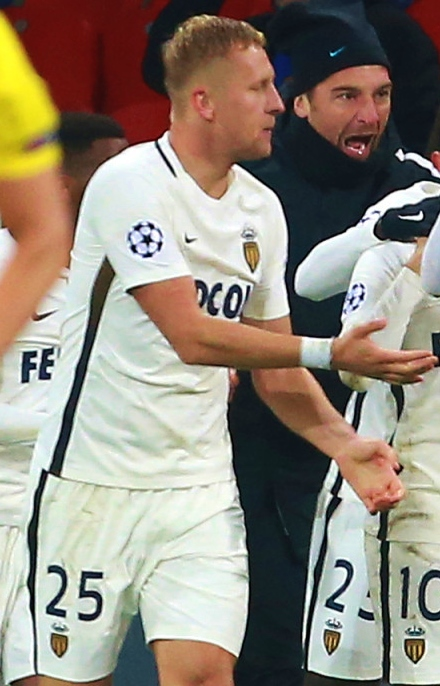
Kamil Glik w barwach AS Monaco (2016)

### AS Monaco
4 lipca 2016 przeszedł z Torino FC do AS Monaco, podpisując z monakijskim klubem 4-letni kontrakt.
Jego pierwszym oficjalnym spotkaniem w barwach nowego klubu, był rozegrany 3 sierpnia 2016 rewanżowy mecz III rundy eliminacji Ligi Mistrzów przeciwko Fenerbahçe SK. Spotkanie zakończyło się wygraną AS Monaco 3:1 i awansem do rundy play-off. Kamil Glik zmienił wówczas, w 90. minucie gry, strzelca dwóch bramek w tamtym spotkaniu Valère Germaina.
12 sierpnia 2016, w zremisowanym 2:2 meczu z En Avant Guingamp, zadebiutował w Ligue 1, zaś 10 września 2016 w meczu z Lille OSC (4:1) zdobył w niej swojego pierwszego gola.
14 września 2016 w wygranym 2:1, rozgrywanym na Wembley, meczu fazy grupowej z Tottenhamem Hotspur zadebiutował w rozgrywkach Ligi Mistrzów, do których AS Monaco zakwalifikowało się pokonując w fazie kwalifikacyjnej kolejno Fenerbahçe SK i Villarreal CF. 27 września 2016 zdobył swojego pierwszego gola w Lidze Mistrzów, strzelając w ostatniej minucie meczu z Bayerem 04 Leverkusen bramkę dającą jego drużynie remis 1:1, a finalnie pierwsze miejsce w grupie E.
W sezonie 2016/2017 zdobył z AS Monaco, mistrzostwo Francji, a także dotarł do finału Pucharu Ligi Francuskiej, półfinału Pucharu Francji oraz półfinału Ligi Mistrzów, gdzie lepszy, po dwumeczu, okazał się włoski Juventus. Sam, w tamtym sezonie wystąpił natomiast w 53 meczach swojej drużyny, strzelając 8 bramek i notując 3 asysty. Po sezonie został wybrany do najlepszych jedenastek Ligue 1, według L’Équipe, a także francuskiej federacji piłkarskiej. 13 lipca 2017 przedłużył swój kontrakt z Monaco do 30 czerwca 2021.

### Benevento Calcio
11 sierpnia 2020 podpisał trzyletni kontrakt z włoskim klubem Benevento Calcio. Dla polskiego obrońcy był to powrót do Serie A po czterech latach. Pierwszy mecz w nowych barwach rozegrał 26 września 2020 przeciwko Sampdorii. Jego drużyna wygrała spotkanie 3:2. 6 grudnia 2020 w meczu z Parmą wystąpił w roli kapitana Benevento. Tę funkcję pełnił jeszcze w dwóch spotkaniach – z Genoą oraz Crotone. 12 lutego 2021 zaliczył asystę przy bramce Nicolasa Violi na 1:1 z Bolonią. 21 lutego 2021 w meczu z AS Romą otrzymał dwie żółte i w konsekwencji czerwoną kartkę, przez co pauzował w kolejnym meczu ligowym przeciwko SSC Napoli. 
3 kwietnia 2021 otwierając wynik zremisowanego 2:2 meczu z Parmą, zdobył swoją pierwszą bramkę dla nowego klubu. Do siatki trafił jeszcze 18 kwietnia 2021 w przegranym 3:5 meczu z Lazio. W sezonie 2020/2021 był podstawowym środkowym obrońcą Benevento, wystąpił w 36 z 38 możliwych do rozegrania meczów Serie A, a także w jednym spotkaniu Pucharu Włoch, strzelając 2 bramki. Benevento zajęło 18. pozycję w tabeli oznaczającą relegację do Serie B.
W sezonie 2022/2023 klub spadł do Serie C. 30 czerwca 2023 wygasł kontrakt Glika z włoskim zespołem i nie został przedłużony.

### Cracovia
30 sierpnia 2023 podpisał dwuletnią umowę z Cracovią. Po dwóch ligowych meczach pauzy (spowodowanej zawieszeniem Glika za kartki w poprzednim klubie), 23 września 2023 zadebiutował w przegranym 1:5 meczu Ekstraklasy przeciwko Pogoni Szczecin.

## Kariera reprezentacyjna

### Polska
Swoją reprezentacyjną karierę rozpoczął w reprezentacji Polski do lat 19. Następnie występował w reprezentacji Polski do lat 21. 9 listopada 2009 został powołany do gry w seniorskiej reprezentacji Polski przez Franciszka Smudę. Podczas pierwszego zgrupowania nie dostał szansy debiutu. 18 grudnia 2009 otrzymał ponownie powołanie od selekcjonera tym razem na Puchar Króla Tajlandii, 20 stycznia 2010 zadebiutował w reprezentacji Polski – wyszedł w podstawowym składzie na mecz z Tajlandią. W 43. minucie tego spotkania strzelił swoją pierwszą bramkę w reprezentacji. Drugą zdobył 17 października 2012, w rozegranym w Warszawie meczu z Anglią (1:1).
12 maja 2016 został powołany przez selekcjonera Adama Nawałkę do szerokiej kadry na mistrzostwa Europy 2016 we Francji. 30 maja 2016 Nawałka oficjalnie powołał go do ścisłego składu na mistrzostwa Europy. 12 czerwca 2016 podczas pierwszego, wygranego 1:0 meczu fazy grupowej z Irlandią Północną, zadebiutował w wielkim turnieju. Jako jeden z liderów drużyny, wystąpił również w pozostałych czterech meczach reprezentacji Polski i dotarł z nią do ćwierćfinału, gdzie Polska odpadła po porażce w rzutach karnych z Portugalią, uzyskując jednocześnie najlepszy wynik w historii swoich występów w mistrzostwach Europy.
Następnie był filarem drużyny, która z pierwszego miejsca w grupie E, awansowała na mistrzostwa świata 2018. W eliminacjach rozegrał dziewięć meczów, strzelając jedną bramkę.
4 czerwca 2018 selekcjoner Nawałka powołał go do ścisłego składu na mistrzostwa świata 2018 w Rosji, został również powołany na mistrzostwa świata 2022 w Katarze.
22 listopada 2022 rozegrał setny mecz w kadrze, w zremisowanym 0:0 mundialowym spotkaniu przeciwko Meksykowi.

## Statystyki

### Klubowe
(aktualne na dzień 1 lipca 2024)
| Klub                | Sezon              | Liga               | Liga  | Liga   | Puchar kraju | Puchar kraju | Puchar ligi | Puchar ligi | Europa | Europa | Inne  | Inne   | Suma  | Suma   |
| Klub                | Sezon              | Liga               | Mecze | Bramki | Mecze        | Bramki       | Mecze       | Bramki      | Mecze  | Bramki | Mecze | Bramki | Mecze | Bramki |
| ------------------- | ------------------ | ------------------ | ----- | ------ | ------------ | ------------ | ----------- | ----------- | ------ | ------ | ----- | ------ | ----- | ------ |
| Piast Gliwice       | 2008/09            | Ekstraklasa        | 26    | 0      | 1            | 0            | –           | –           | –      | –      | –     | –      | 27    | 0      |
| Piast Gliwice       | 2009/10            | Ekstraklasa        | 28    | 2      | 1            | 0            | –           | –           | –      | –      | –     | –      | 29    | 2      |
| Piast Gliwice       | Ogólnie            | Ogólnie            | 54    | 2      | 2            | 0            | 0           | 0           | 0      | 0      | 0     | 0      | 56    | 2      |
| US Palermo          | 2010/11            | Serie A            | –     | –      | –            | –            | –           | –           | 4      | 0      | –     | –      | 4     | 0      |
| US Palermo          | Ogólnie            | Ogólnie            | 0     | 0      | 0            | 0            | 0           | 0           | 4      | 0      | 0     | 0      | 4     | 0      |
| FC Bari 1908 (wyp.) | 2010/11            | Serie A            | 16    | 0      | 1            | 0            | –           | –           | –      | –      | –     | –      | 17    | 0      |
| FC Bari 1908 (wyp.) | Ogólnie            | Ogólnie            | 16    | 0      | 1            | 0            | 0           | 0           | 0      | 0      | 0     | 0      | 17    | 0      |
| Torino FC           | 2011/12            | Serie B            | 23    | 2      | 1            | 0            | –           | –           | –      | –      | –     | –      | 24    | 2      |
| Torino FC           | 2012/13            | Serie A            | 32    | 1      | 1            | 0            | –           | –           | –      | –      | –     | –      | 33    | 1      |
| Torino FC           | 2013/14            | Serie A            | 34    | 2      | 1            | 0            | –           | –           | –      | –      | –     | –      | 35    | 2      |
| Torino FC           | 2014/15            | Serie A            | 32    | 7      | 1            | 0            | –           | –           | 11     | 1      | –     | –      | 44    | 8      |
| Torino FC           | 2015/16            | Serie A            | 33    | 0      | 2            | 0            | –           | –           | –      | –      | –     | –      | 35    | 0      |
| Torino FC           | Ogólnie            | Ogólnie            | 154   | 12     | 6            | 0            | 0           | 0           | 11     | 1      | 0     | 0      | 171   | 13     |
| AS Monaco           | 2016/17            | Ligue 1            | 36    | 6      | 1            | 1            | 3           | 0           | 13     | 1      | –     | –      | 53    | 8      |
| AS Monaco           | 2017/18            | Ligue 1            | 36    | 3      | 1            | 0            | 4           | 0           | 6      | 1      | 1     | 0      | 48    | 4      |
| AS Monaco           | 2018/19            | Ligue 1            | 33    | 1      | 1            | 0            | 2           | 0           | 5      | 0      | 1     | 0      | 42    | 1      |
| AS Monaco           | 2019/20            | Ligue 1            | 23    | 1      | 1            | 0            | –           | –           | –      | –      | –     | –      | 24    | 1      |
| AS Monaco           | Ogólnie            | Ogólnie            | 128   | 11     | 4            | 1            | 9           | 0           | 24     | 2      | 2     | 0      | 167   | 14     |
| Benevento Calcio    | 2020/21            | Serie A            | 36    | 2      | 1            | 0            | –           | –           | –      | –      | –     | –      | 37    | 2      |
| Benevento Calcio    | 2021/22            | Serie B            | 26    | 0      | 2            | 0            | –           | –           | –      | –      | 3     | 0      | 28    | 0      |
| Benevento Calcio    | 2022/23            | Serie B            | 18    | 0      | 1            | 1            | –           | –           | –      | –      | 0     | 0      | 19    | 1      |
| Benevento Calcio    | Ogólnie            | Ogólnie            | 77    | 2      | 4            | 1            | 0           | 0           | 0      | 0      | 3     | 0      | 84    | 3      |
| Cracovia            | 2023/24            | Ekstraklasa        | 13    | 2      | 1            | 0            | –           | –           | –      | –      | –     | –      | 14    | 2      |
| Cracovia            | Ogólnie            | Ogólnie            | 13    | 2      | 1            | 0            | 0           | 0           | 0      | 0      | 0     | 0      | 14    | 2      |
| Ogólnie w karierze  | Ogólnie w karierze | Ogólnie w karierze | 443   | 29     | 18           | 2            | 9           | 0           | 39     | 3      | 5     | 0      | 513   | 34     |

### Reprezentacyjne
(aktualne na dzień 4 grudnia 2022)
| Reprezentacja | Rok  | Mecze | Bramki |
| ------------- | ---- | ----- | ------ |
| Polska        |      |       |        |
| 2010          | 7    | 1     |        |
| 2011          | 4    | 0     |        |
| 2012          | 4    | 1     |        |
| 2013          | 7    | 0     |        |
| 2014          | 7    | 1     |        |
| 2015          | 8    | 0     |        |
| 2016          | 13   | 0     |        |
| 2017          | 6    | 1     |        |
| 2018          | 8    | 0     |        |
| 2019          | 9    | 1     |        |
| 2020          | 6    | 1     |        |
| 2021          | 11   | 0     |        |
| 2022          | 13   | 0     |        |
| Suma          | Suma | 103   | 6      |

| Mecze i gole w reprezentacji | Mecze i gole w reprezentacji | Mecze i gole w reprezentacji | Mecze i gole w reprezentacji | Mecze i gole w reprezentacji | Mecze i gole w reprezentacji | Mecze i gole w reprezentacji |
| Lp.                          | Data                         | Miasto                       | Przeciwnik                   | Gol                          | Wynik                        | Rozgrywki                    |
| ---------------------------- | ---------------------------- | ---------------------------- | ---------------------------- | ---------------------------- | ---------------------------- | ---------------------------- |
| 1.                           | 20.01.2010                   | Nakhon Ratchasima            | Tajlandia                    | Gol                          | 3:1                          | PKT 2010                     |
| 2.                           | 23.01.2010                   | Nakhon Ratchasima            | Singapur                     |                              | 6:1                          | PKT 2010                     |
| 3.                           | 03.03.2010                   | Warszawa                     | Bułgaria                     |                              | 2:0                          | towarzyski                   |
| 4.                           | 02.06.2010                   | Kufstein                     | Serbia                       |                              | 0:0                          | towarzyski                   |
| 5.                           | 02.06.2010                   | Murcja                       | Hiszpania                    |                              | 0:6                          | towarzyski                   |
| 6.                           | 11.08.2010                   | Szczecin                     | Kamerun                      |                              | 0:3                          | towarzyski                   |
| 7.                           | 12.10.2010                   | Montreal                     | Ekwador                      |                              | 2:2                          | towarzyski                   |
| 8.                           | 09.02.2011                   | Faro                         | Norwegia                     |                              | 1:0                          | towarzyski                   |
| 9.                           | 25.03.2011                   | Kowno                        | Litwa                        |                              | 0:2                          | towarzyski                   |
| 10.                          | 02.09.2011                   | Warszawa                     | Meksyk                       |                              | 1:1                          | towarzyski                   |
| 11.                          | 06.09.2011                   | Gdańsk                       | Niemcy                       |                              | 2:2                          | towarzyski                   |
| 12.                          | 07.09.2012                   | Podgorica                    | Czarnogóra                   |                              | 2:2                          | el. MŚ 2014                  |
| 13.                          | 11.09.2012                   | Wrocław                      | Mołdawia                     |                              | 2:0                          | el. MŚ 2014                  |
| 14.                          | 17.10.2012                   | Warszawa                     | Anglia                       | Gol                          | 1:1                          | el. MŚ 2014                  |
| 15.                          | 14.11.2012                   | Gdańsk                       | Urugwaj                      |                              | 1:3                          | towarzyski                   |
| 16.                          | 06.02.2013                   | Dublin                       | Irlandia                     |                              | 0:2                          | towarzyski                   |
| 17.                          | 22.03.2013                   | Warszawa                     | Ukraina                      |                              | 1:3                          | el. MŚ 2014                  |
| 18.                          | 26.03.2013                   | Warszawa                     | San Marino                   |                              | 5:0                          | el. MŚ 2014                  |
| 19.                          | 14.08.2013                   | Gdańsk                       | Dania                        |                              | 3:2                          | towarzyski                   |
| 20.                          | 06.09.2013                   | Warszawa                     | Czarnogóra                   |                              | 1:1                          | el. MŚ 2014                  |
| 21.                          | 11.10.2013                   | Charków                      | Ukraina                      |                              | 0:1                          | el. MŚ 2014                  |
| 22.                          | 15.10.2013                   | Londyn                       | Anglia                       |                              | 0:2                          | el. MŚ 2014                  |
| 23.                          | 05.03.2014                   | Warszawa                     | Szkocja                      |                              | 0:1                          | towarzyski                   |
| 24.                          | 06.06.2014                   | Gdańsk                       | Litwa                        |                              | 2:1                          | towarzyski                   |
| 25.                          | 07.09.2014                   | Faro                         | Gibraltar                    |                              | 7:0                          | el. ME 2016                  |
| 26.                          | 11.10.2014                   | Warszawa                     | Niemcy                       |                              | 2:0                          | el. ME 2016                  |
| 27.                          | 14.10.2014                   | Warszawa                     | Szkocja                      |                              | 2:2                          | el. ME 2016                  |
| 28.                          | 14.11.2014                   | Tbilisi                      | Gruzja                       | Gol                          | 4:0                          | el. ME 2016                  |
| 29.                          | 18.11.2014                   | Wrocław                      | Szwajcaria                   |                              | 2:2                          | towarzyski                   |
| 30.                          | 29.03.2015                   | Dublin                       | Irlandia                     |                              | 1:1                          | el. ME 2016                  |
| 31.                          | 16.06.2015                   | Gdańsk                       | Grecja                       |                              | 0:0                          | towarzyski                   |
| 32.                          | 04.09.2015                   | Frankfurt                    | Niemcy                       |                              | 1:3                          | el. ME 2016                  |
| 33.                          | 07.09.2015                   | Warszawa                     | Gibraltar                    |                              | 8:1                          | el. ME 2016                  |
| 34.                          | 08.10.2015                   | Glasgow                      | Szkocja                      |                              | 2:2                          | el. ME 2016                  |
| 35.                          | 11.10.2015                   | Warszawa                     | Irlandia                     |                              | 2:1                          | el. ME 2016                  |
| 36.                          | 13.11.2015                   | Warszawa                     | Islandia                     |                              | 4:2                          | towarzyski                   |
| 37.                          | 17.11.2015                   | Wrocław                      | Czechy                       |                              | 3:1                          | towarzyski                   |
| 38.                          | 23.03.2016                   | Poznań                       | Serbia                       |                              | 1:0                          | towarzyski                   |
| 39.                          | 26.03.2016                   | Wrocław                      | Finlandia                    |                              | 5:0                          | towarzyski                   |
| 40.                          | 01.06.2016                   | Gdańsk                       | Holandia                     |                              | 1:2                          | towarzyski                   |
| 41.                          | 06.06.2016                   | Kraków                       | Litwa                        |                              | 0:0                          | towarzyski                   |
| 42.                          | 12.06.2016                   | Nicea                        | Irlandia Północna            |                              | 1:0                          | ME 2016                      |
| 43.                          | 16.06.2016                   | Saint-Denis                  | Niemcy                       |                              | 0:0                          | ME 2016                      |
| 44.                          | 21.06.2016                   | Marsylia                     | Ukraina                      |                              | 1:0                          | ME 2016                      |
| 45.                          | 25.06.2016                   | Saint-Étienne                | Szwajcaria                   |                              | 1:1 (k. 5:4)                 | ME 2016                      |
| 46.                          | 30.06.2016                   | Marsylia                     | Portugalia                   |                              | 1:1 (k. 3:5)                 | ME 2016                      |
| 47.                          | 04.09.2016                   | Astana                       | Kazachstan                   |                              | 2:2                          | el. MŚ 2018                  |
| 48.                          | 08.10.2016                   | Warszawa                     | Dania                        |                              | 3:2                          | el. MŚ 2018                  |
| 49.                          | 11.10.2016                   | Warszawa                     | Armenia                      |                              | 2:1                          | el. MŚ 2018                  |
| 50.                          | 11.11.2016                   | Bukareszt                    | Rumunia                      |                              | 3:0                          | el. MŚ 2018                  |
| 51.                          | 26.03.2017                   | Podgorica                    | Czarnogóra                   |                              | 2:1                          | el. MŚ 2018                  |
| 52.                          | 01.09.2017                   | Kopenhaga                    | Dania                        |                              | 0:4                          | el. MŚ 2018                  |
| 53.                          | 04.09.2017                   | Warszawa                     | Kazachstan                   | Gol                          | 3:0                          | el. MŚ 2018                  |
| 54.                          | 05.10.2017                   | Erywań                       | Armenia                      |                              | 6:1                          | el. MŚ 2018                  |
| 55.                          | 08.10.2017                   | Warszawa                     | Czarnogóra                   |                              | 4:2                          | el. MŚ 2018                  |
| 56.                          | 10.11.2017                   | Warszawa                     | Urugwaj                      |                              | 0:0                          | towarzyski                   |
| 57.                          | 23.03.2018                   | Wrocław                      | Nigeria                      |                              | 0:1                          | towarzyski                   |
| 58.                          | 27.03.2018                   | Chorzów                      | Korea Południowa             |                              | 3:2                          | towarzyski                   |
| 59.                          | 24.06.2018                   | Kazań                        | Kolumbia                     |                              | 0:3                          | MŚ 2018                      |
| 60.                          | 28.06.2018                   | Wołgograd                    | Japonia                      |                              | 1:0                          | MŚ 2018                      |
| 61.                          | 07.09.2018                   | Bolonia                      | Włochy                       |                              | 1:1                          | LN 2018/2019                 |
| 62.                          | 11.09.2018                   | Wrocław                      | Irlandia                     |                              | 1:1                          | towarzyski                   |
| 63.                          | 11.10.2018                   | Chorzów                      | Portugalia                   |                              | 2:3                          | LN 2018/2019                 |
| 64.                          | 14.10.2018                   | Chorzów                      | Włochy                       |                              | 0:1                          | LN 2018/2019                 |
| 65.                          | 21.03.2019                   | Wiedeń                       | Austria                      |                              | 1:0                          | el. ME 2020                  |
| 66.                          | 24.03.2019                   | Warszawa                     | Łotwa                        | Gol                          | 2:0                          | el. ME 2020                  |
| 67.                          | 07.06.2019                   | Skopje                       | Macedonia Północna           |                              | 1:0                          | el. ME 2020                  |
| 68.                          | 10.06.2019                   | Warszawa                     | Izrael                       |                              | 4:0                          | el. ME 2020                  |
| 69.                          | 09.09.2019                   | Warszawa                     | Austria                      |                              | 0:0                          | el. ME 2020                  |
| 70.                          | 10.10.2019                   | Ryga                         | Łotwa                        |                              | 3:0                          | el. ME 2020                  |
| 71.                          | 13.10.2019                   | Warszawa                     | Macedonia Północna           |                              | 2:0                          | el. ME 2020                  |
| 72.                          | 16.11.2019                   | Jerozolima                   | Izrael                       |                              | 2:1                          | el. ME 2020                  |
| 73.                          | 19.11.2019                   | Warszawa                     | Słowenia                     |                              | 3:2                          | el. ME 2020                  |
| 74.                          | 04.09.2020                   | Amsterdam                    | Holandia                     |                              | 0:1                          | LN 2020/2021                 |
| 75.                          | 07.09.2020                   | Zenica                       | Bośnia i Hercegowina         | Gol                          | 2:1                          | LN 2020/2021                 |
| 76.                          | 11.10.2020                   | Gdańsk                       | Włochy                       |                              | 0:0                          | LN 2020/2021                 |
| 77.                          | 14.10.2020                   | Wrocław                      | Bośnia i Hercegowina         |                              | 3:0                          | LN 2020/2021                 |
| 78.                          | 15.11.2020                   | Reggio nell’Emilia           | Włochy                       |                              | 0:2                          | LN 2020/2021                 |
| 79.                          | 15.11.2020                   | Chorzów                      | Holandia                     |                              | 1:2                          | LN 2020/2021                 |
| 80.                          | 25.03.2021                   | Budapeszt                    | Węgry                        |                              | 3:3                          | el. MŚ 2022                  |
| 81.                          | 28.03.2021                   | Warszawa                     | Andora                       |                              | 3:0                          | el. MŚ 2022                  |
| 82.                          | 31.03.2021                   | Londyn                       | Anglia                       |                              | 1:2                          | el. MŚ 2022                  |
| 83.                          | 08.06.2021                   | Poznań                       | Islandia                     |                              | 2:2                          | towarzyski                   |
| 84.                          | 14.06.2021                   | Petersburg                   | Słowacja                     |                              | 1:2                          | ME 2020                      |
| 85.                          | 19.06.2021                   | Sewilla                      | Hiszpania                    |                              | 1:1                          | ME 2020                      |
| 86.                          | 23.06.2021                   | Petersburg                   | Szwecja                      |                              | 2:3                          | ME 2020                      |
| 87.                          | 02.09.2021                   | Warszawa                     | Albania                      |                              | 4:1                          | el. MŚ 2022                  |
| 88.                          | 08.09.2021                   | Warszawa                     | Anglia                       |                              | 1:1                          | el. MŚ 2022                  |
| 89.                          | 12.10.2021                   | Tirana                       | Albania                      |                              | 1:0                          | el. MŚ 2022                  |
| 90.                          | 12.11.2021                   | Andora                       | Andora                       |                              | 4:1                          | el. MŚ 2022                  |
| 91.                          | 24.03.2022                   | Glasgow                      | Szkocja                      |                              | 1:1                          | towarzyski                   |
| 92.                          | 29.03.2022                   | Chorzów                      | Szwecja                      |                              | 2:0                          | el. MŚ 2022 Baraże           |
| 93.                          | 01.06.2022                   | Wrocław                      | Walia                        |                              | 2:1                          | LN 2022/2023                 |
| 94.                          | 08.06.2022                   | Bruksela                     | Belgia                       |                              | 1:6                          | LN 2022/2023                 |
| 95.                          | 11.06.2022                   | Rotterdam                    | Holandia                     |                              | 2:2                          | LN 2022/2023                 |
| 96.                          | 14.06.2022                   | Warszawa                     | Belgia                       |                              | 0:1                          | LN 2022/2023                 |
| 97.                          | 22.09.2022                   | Warszawa                     | Holandia                     |                              | 0:2                          | LN 2022/2023                 |
| 98.                          | 25.09.2022                   | Cardiff                      | Walia                        |                              | 1:0                          | LN 2022/2023                 |
| 99.                          | 16.11.2022                   | Warszawa                     | Chile                        |                              | 1:0                          | towarzyski                   |
| 100.                         | 22.11.2022                   | Doha                         | Meksyk                       |                              | 0:0                          | MŚ 2022                      |
| 101.                         | 26.11.2022                   | Ar-Rajjan                    | Arabia Saudyjska             |                              | 2:0                          | MŚ 2022                      |
| 102.                         | 30.11.2022                   | Doha                         | Argentyna                    |                              | 0:2                          | MŚ 2022                      |
| 103.                         | 04.12.2022                   | Doha                         | Francja                      |                              | 1:3                          | MŚ 2022                      |

## Sukcesy

### Torino FC
- Mistrzostwo Serie B: 2011/2012

### AS Monaco
- Mistrzostwo Francji: 2016/2017[32]

### Indywidualne
- Jedenastka sezonu Serie A wg La Gazzetta dello Sport: 2014/2015
- Jedenastka sezonu Ligue 1 wg L’Équipe: 2016/2017[33]
- Jedenastka sezonu Ligue 1 wg UNFP: 2016/2017[34]

## Życie prywatne
Posiada również obywatelstwo niemieckie (w niemieckim paszporcie jego nazwisko zapisane jest jako ''Glück''), co jest następstwem obywatelstwa jego dziadka, który, jako Górnoślązak, po II wojnie światowej znalazł się w nowych granicach Polski. Glik uważa się za Polaka i nie czuje żadnego związku z Niemcami.
Od 25 czerwca 2011 jest żonaty z Martą Glik. Ma córki: Victorię (ur. 31 sierpnia 2013) i Valentinę (ur. w marcu 2019). 21 września 2022 ukończył studia licencjackie z zakresu zarządzania w sporcie w Warszawskiej Szkole Zarządzania.
W 2022 został skazany na grzywnę 10 tys. zł za pobicie, którego dokonał w 2020; będąc pod wpływem alkoholu, dwukrotnie spoliczkował turystę robiącego zdjęcia jego domku na Mazurach.